# Psaliodes hieroglyphica
Psaliodes hieroglyphica là một loài bướm đêm trong họ Geometridae.